# På spaning i New York
På spaning i New York (originaltitel: NYPD Blue) är en amerikansk TV-serie från 1993–2005 som ursprungligen sändes på ABC. 
Serien var den längsta dramaserien i primetime på ABC, ända fram till dess att Grey's Anatomy slog rekordet under 2016.

## Synopsis
Handlingen kretsar kring en polisstation i New York i det fiktiva 15:e distriktet (15th Precinct). 
Kriminalpolisen Andy Sipowicz (Dennis Franz) är en huvudrollsfigur i samtliga säsonger. Kriminalpolisen Greg Medavoy (Gordon Clapp) är en återkommande rollfigur i den första säsongen och blir en huvudrollsfigur från andra säsongen fram till sista avsnittet i tolfte säsongen.
Under seriens 12 säsongen är det många huvudrollsfigurer som förekommer.

## Säsongsöversikt
| Säsong | Antal avsnitt | Säsongstart       | Säsongslut  | Kanalnätverk |
| ------ | ------------- | ----------------- | ----------- | ------------ |
| 1      | 22            | 21 september 1993 | 17 maj 1994 | ABC          |
| 2      | 22            | 11 oktober 1994   | 23 maj 1995 | ABC          |
| 3      | 22            | 24 oktober 1995   | 21 maj 1996 | ABC          |
| 4      | 22            | 15 oktober 1996   | 20 maj 1997 | ABC          |
| 5      | 22            | 30 september 1997 | 19 maj 1998 | ABC          |
| 6      | 22            | 20 oktober 1998   | 25 maj 1999 | ABC          |
| 7      | 22            | 11 januari 2000   | 23 maj 2000 | ABC          |
| 8      | 20            | 9 januari 2001    | 21 maj 2001 | ABC          |
| 9      | 23            | 6 november 2001   | 21 maj 2002 | ABC          |
| 10     | 22            | 24 september 2002 | 20 maj 2003 | ABC          |
| 11     | 22            | 23 september 2003 | 11 maj 2004 | ABC          |
| 12     | 20            | 21 september 2004 | 1 mars 2005 | ABC          |

## Rollfigurer
Säsonger inom parentes anger när en skådespelare och rollfiguren ingick i ensemblen som huvudroll
| David Caruso        | – John Kelly, kriminalpolis (säsong 1–2)                        |
| Dennis Franz        | – Andy Sipowicz, kriminalpolis (samtliga säsonger)              |
| James McDaniel      | – Arthur Fancy, befäl (säsong 1–8)                              |
| Sherry Stringfield  | – Laura Michaels Kelly, biträdande distriktsåklagare (säsong 1) |
| Amy Brenneman       | – Janice Licalsi, kriminalpolis (säsong 1–2)                    |
| Nicholas Turturro   | – James Martinez, kriminalpolis (säsong 1–7)                    |
| Sharon Lawrence     | – Sylvia Costas, biträdande distriktsåklagare (säsong 2–4 & 6)  |
| Gordon Clapp        | – Greg Medavoy, kriminalpolis (säsong 2–12)                     |
| Gail O'Grady        | – Donna Abandando, civilanställd (säsong 2–3)                   |
| Jimmy Smits         | – Bobby Simone, kriminalpolis (säsong 2–6)                      |
| Justine Miceli      | – Adrienne Lesniak, kriminalpolis (säsong 3)                    |
| Kim Delaney         | – Diane Russell, kriminalpolis (säsong 3–8)                     |
| Andrea Thompson     | – Jill Kirkendall, kriminalpolis (säsong 5–7)                   |
| Bill Brochtrup      | – John Irvin, civilanställd (säsong 6–12)                       |
| Rick Schroder       | – Danny Sorenson, kriminalpolis (säsong 6–8)                    |
| Henry Simmons       | – Baldwin Jones, kriminalpolis (säsong 7–12)                    |
| Garcelle Beauvais   | – Valerie Haywood, biträdande distriktsåklagare (säsong 8–11)   |
| Charlotte Ross      | – Connie McDowell, kriminalpolis (säsong 8–11)                  |
| Esai Morales        | – Tony Rodriguez, befäl (säsong 8–11)                           |
| Mark-Paul Gosselaar | – John Clark Jr., kriminalpolis (säsong 9–12)                   |
| Jacqueline Obradors | – Rita Ortiz, kriminalpolis (säsong 9–12)                       |
| John F. O'Donohue   | – Eddie Gibson, kriminalpolis (säsong 11)                       |
| Currie Graham       | – Thomas Bale, befäl (säsong 12)                                |
| Bonnie Somerville   | – Laura Murphy, kriminalpolis (säsong 12)                       |

## Om serien
Även om serien utspelar sig i New York, så skedde den merparten av inspelningarna i Los Angeles av kostnadsskäl. På spaning i New York filmade tidvis på plats i New York, då huvudsakligen exteriörbilder då huvudrollsinnehavarna syns med välkända landmärken i bakgrunden. Under den tolfte och sista säsongen skedde inspelningarna enbart i Los Angeles.
Även som seriens 9 första säsonger sändes i bildformatet 4:3, så filmades avsnitten med hänsyn till 16:9 bredbild. Från den nionde säsongen så sändes serien även i high definition.

## Mottagande
På spaning i New York rosades av kritiker för sin oglamorösa och realistiska skildring av rollfigurernas yrkes- och privatliv. Serien drog även på sig en del kontrovers på sin tid från FCC för visning av nakenhet (även i sexuellt sammanhang) samt alkoholism.
Serien har tilldelats flera Emmy Awards, av 84 Primetime Emmy Award-nomineringar vann serien 20 stycken.

## Visning i Sverige
I Sverige visades serien på TV4, det första avsnittet sändes den 11 januari 1994.